# Drouette
Die Drouette ist ein Fluss in Frankreich, der in den Regionen Île-de-France und Centre-Val de Loire verläuft. Sie entspringt im Regionalen Naturpark Haute-Vallée de Chevreuse, bei Saint-Benoît, im Gemeindegebiet von Auffargis. Der Fluss entwässert anfangs Richtung Südwest, wendet sich dann gegen Nordwest und mündet nach rund 40 Kilometern bei Villiers-le-Morhier als rechter Nebenfluss in den Canal Louis XIV, wie in diesem Bereich der schiffbar gemachte Fluss Eure genannt wird.
Auf ihrem Weg durchquert die Drouette die Départements Yvelines und Eure-et-Loir.

## Geschichte
Über Auftrag des französischen Königs Ludwig XIV. wurde von seinem berühmten Festungsbaumeister Vauban geplant, Wasser aus dem Tal der Eure über eine mehr als 80 Kilometer lange Wasserleitung für die Versorgung der Wasserspiele im Schlosspark des Schlosses Versailles zu erbauen. Zur Heranschaffung des erforderlichen Baumaterials wurden die Flüsse Eure, Voise und Drouette unter dem Namen Canal Louis XIV teilweise kanalisiert. Nach rund fünf Jahre dauernder Bauzeit wurde das Projekt aus politischen und finanziellen Gründen abgebrochen, noch heute ist ein imposantes Aquädukt im Schlosspark von Schloss Maintenon zu sehen.

## Orte am Fluss
- Vieille-Église-en-Yvelines
- Rambouillet
- Orphin
- Droue-sur-Drouette
- Épernon
- Hanches
- Saint-Martin-de-Nigelles
- Villiers-le-Morhier